# Baphia pubescens
Espèce
Synonymes
- Baphia bancoensis Aubrev.[1]

Baphia pubescens est une espèce de plantes à fleurs de la famille des Fabaceae et du genre Baphia, présente en Afrique tropicale.

## Description
C'est un petit arbre d'une hauteur comprise entre 6 et 15 m, brun-tomenteux, à fleurs blanches striées de jaune.

## Distribution
L'espèce est présente en Afrique de l'Ouest, de la Guinée au Congo.

## Habitat
On la trouve dans les forêts humides et marécageuses.

## Utilisation
Sous différentes formes, son écorce est utilisée en médecine traditionnelle, comme antirhumatismal ou comme diurétique. Son bois dense à grain fin est utilisé en menuiserie. Il prend une couleur rouge lorsqu'il est exposé au soleil. On en tire également un colorant.